# Carl-Oscar Avén
Carl-Oscar Avén, född 1 december 1894 i Adolf Fredriks församling i Stockholm, död 16 maj 1984 i Edsvalla i Nors församling i Värmland, var en svensk skulptör.
Carl-Oscar Avén utbildade sig på Wilhelmsons målarskola och vid Konstakademien i Stockholm 1915-20. Till hans arbeten räknas bland annat krucifix och altarskåp för svenska kyrkor, exempelvis i Edsbergs kyrka i Närke och Häggeby kyrka i Uppland. Han modellerade även porträtt i terrakotta.
I Göta Lejon utsmyckade han läktaren med muser och för Norra Kungstornet utformade han byggnadens skulpturala element (tillsammans med Eric Grate). Han är representerad på  Moderna Museet och Waldemarsudde i Stockholm.